# Barzaj

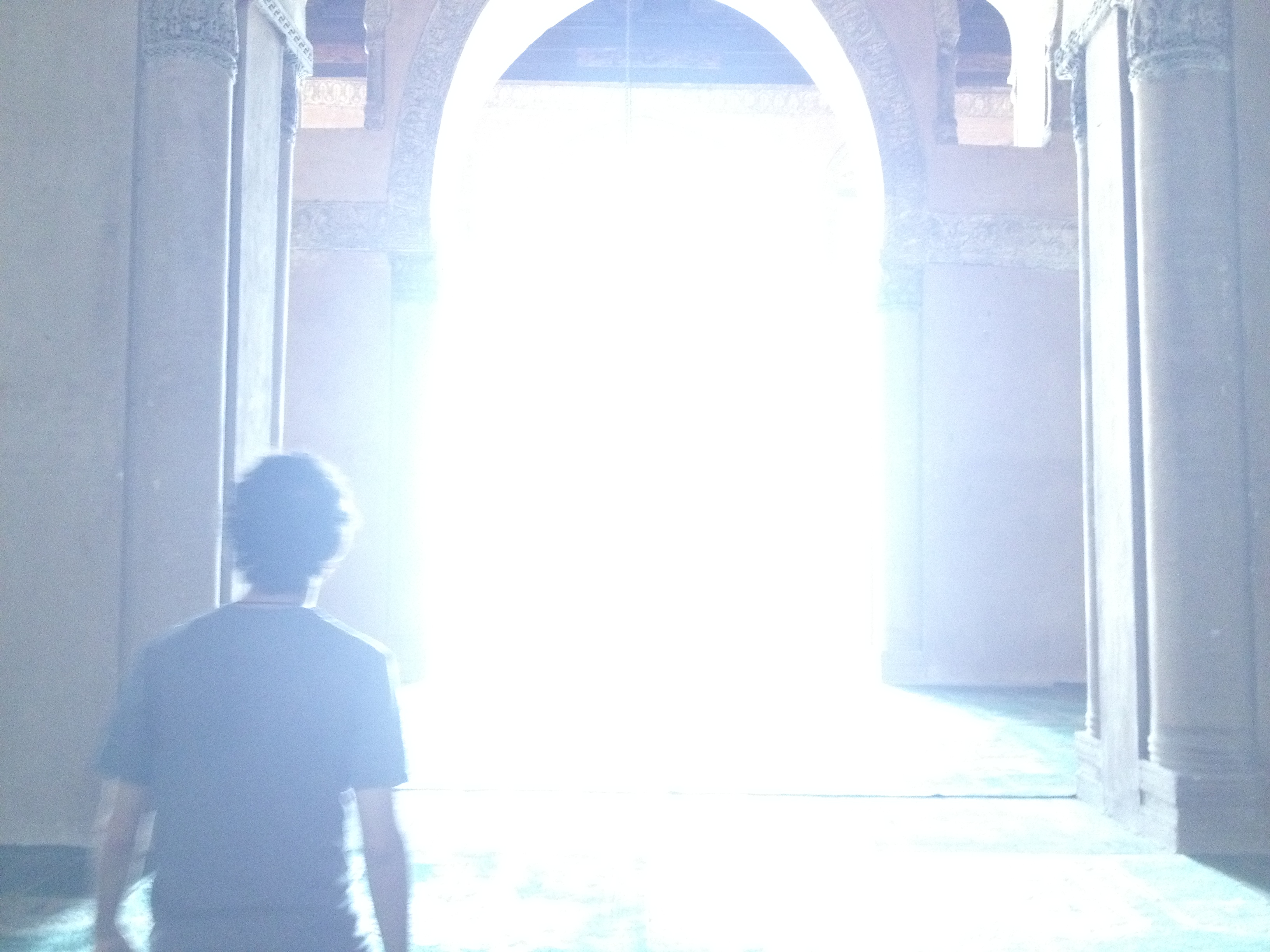
Ilustración del alma estando fuera del cuerpo siendo el lugar representado como el Barzaj

Según el Corán, el barzaj (árabe: برزخ) es el estado intermedio en el que el alma del difunto permanece en una especie de sueño entre el día de su muerte y el de Yawm al-Qiyama, el Juicio Final.

## Corán y hadiz
El barzaj se ha mencionado tres veces en el Corán, y uno vez, se ha descrito como un lugar donde, después de morir, el espíritu está separada del cuerpo. Las otras dos veces que el Corán menciona el barzaj, se refiere una barrera impenetrable entre el agua dulce y salada. En el hadiz, Ibn al-Qayyim dice que, aunque el Corán no lo menciona, los almas se agruparán si tienen la misma pureza o impureza.

## Descripción
En el barzaj suceden tres acontecimientos tras la muerte, cuando el Ángel de la Muerte o uno de sus ayudantes separará el alma del cuerpo, de forma más o menos dolorosa según haya sido de justa cada persona: 
- La separación del alma y el cuerpo.
- El interrogatorio que realizarán los ángeles Munkar y Nakir.
- El "Waahash" o el horror de la tumba, cuyo grado dependerá de si la persona fue justa en vida o no.

El alma descansará en paz o atormentada en espera del Yawm al-Qiyama según su respuesta a esas preguntas se ajuste o no a la verdad, como dijo el profeta Mahoma: "Estas son las peores horas de la vida de un hombre".
En el Islam, hay cinco grandes etapas en la vida: 
- Alam al-Arwah, la edad del dominio de los espíritus, donde el espíritu de todas las personas viven desde la primera creación en forma puramente espiritual, y donde todos los espíritus humanos habían aceptado un pacto con Dios reconociéndole como Señor, y Dios había prometido hacerse cargo de todas sus necesidades.
- La edad en el útero, es donde el cuerpo adquiere su alma. Tras de 40 días, el feto recibe un alma enviada desde el cielo. Esa alma es completamente inocente y carece de cualquier conocimiento mundano, lo que se refleja en el desvalimiento del bebé.
- La edad en el mundo mortal, es la etapa de la vida entre el momento del nacimiento y el de la muerte.
- La edad de la tumba, que es la etapa después de la muerte en este mundo, cuando el alma permanece en el barzaj hasta el Yaum al-Qiyamah.[6]
- La edad del más allá o resto de la eternidad, es la etapa final después del día del Juicio Final cuando toda la humanidad haya recibido su sentencia de Dios. Cada persona tendrá que cruzar el Sirat al-Jahim, el puente sobre el Infierno: los justos irán al Janah, pero los malvados no podrán cruzar el puente y caerán al Jahanam, situado debajo.[7]  Esta etapa de la vida comienza oficialmente después de que la encarnación de la Muerte haya muerto, con lo que nadie más la sufrirá. Según el veredicto recibido en el Juicio Final, cada ser humano pasará esta etapa de la vida en el cielo o el infierno, aunque algunos de los que estén en el Jahanam podrían ir al Edén después de haber sido purificados por el fuego, si en algún momento hubiera habido en ellos "un átomo de fe", lo que hace el infierno islámico más afín al purgatorio católico.[8]

## Uso figurado
En Senegal, los jóvenes que tratan de emigrar a España y Europa, frecuentemente en condiciones muy precarias y poniendo en peligro sus vidas, usan el lema Barça o barzaj (Barça ou barzakh en francés), donde barzaj significa "muerte" y Barça hace referencia al Fútbol Club Barcelona y, por extensión, a lo que representa: España y Europa. Queriendo decir con ello que sus opciones son llegar a su objetivo o morir en el intento.
En 2019 se estrenó la película "Barzaj" dirigida por Alejandro Salgado.